# Microlicia confertiflora
Microlicia confertiflora är en tvåhjärtbladig växtart som beskrevs av Charles Victor Naudin. Microlicia confertiflora ingår i släktet Microlicia och familjen Melastomataceae. Inga underarter finns listade i Catalogue of Life.